# Acer pusillum
Acer pusillum é uma espécie de árvore do gênero Acer, pertencente à família Aceraceae.